# Croix de saint Jacques

Croix de saint Jacques utilisée par l'Ordre de Santiago.

La croix de saint Jacques, également connue en espagnol sous le nom de cruz de Santiago, est un insigne héraldique de conception cruciforme. La croix, en forme de croix fichée, s'associe soit avec une croix fleurie, soit avec une croix ancrée. Sa version la plus courante est une croix rouge rappelant une épée, avec la poignée et le bras en forme de fleur de lys.
Elle tire son nom de Jacques le Majeur et du récit de son apparition à la bataille de Clavijo lors de la victoire espagnole sur les Maures en 844. Elle est largement utilisée dans toute l'Espagne et le Portugal.

## Description
En héraldique, la croix est aussi appelée la croix de Santiago ou la cruz espada (en français : épée croisée). Le dessin associe une croix fichée, celle dont le membre inférieur se termine en pointe, à soit une croix fleurie, dont les bras se terminent par des fleurs de lys, soit une croix moline dont les extrémités des bras sont fourchu et arrondis.
Une comparaison des croix qui composent la Croix de Saint-Jacques :

Croix fichée
Croix fleurie
Croix moline
Croix de saint Jacques

## Utilisation

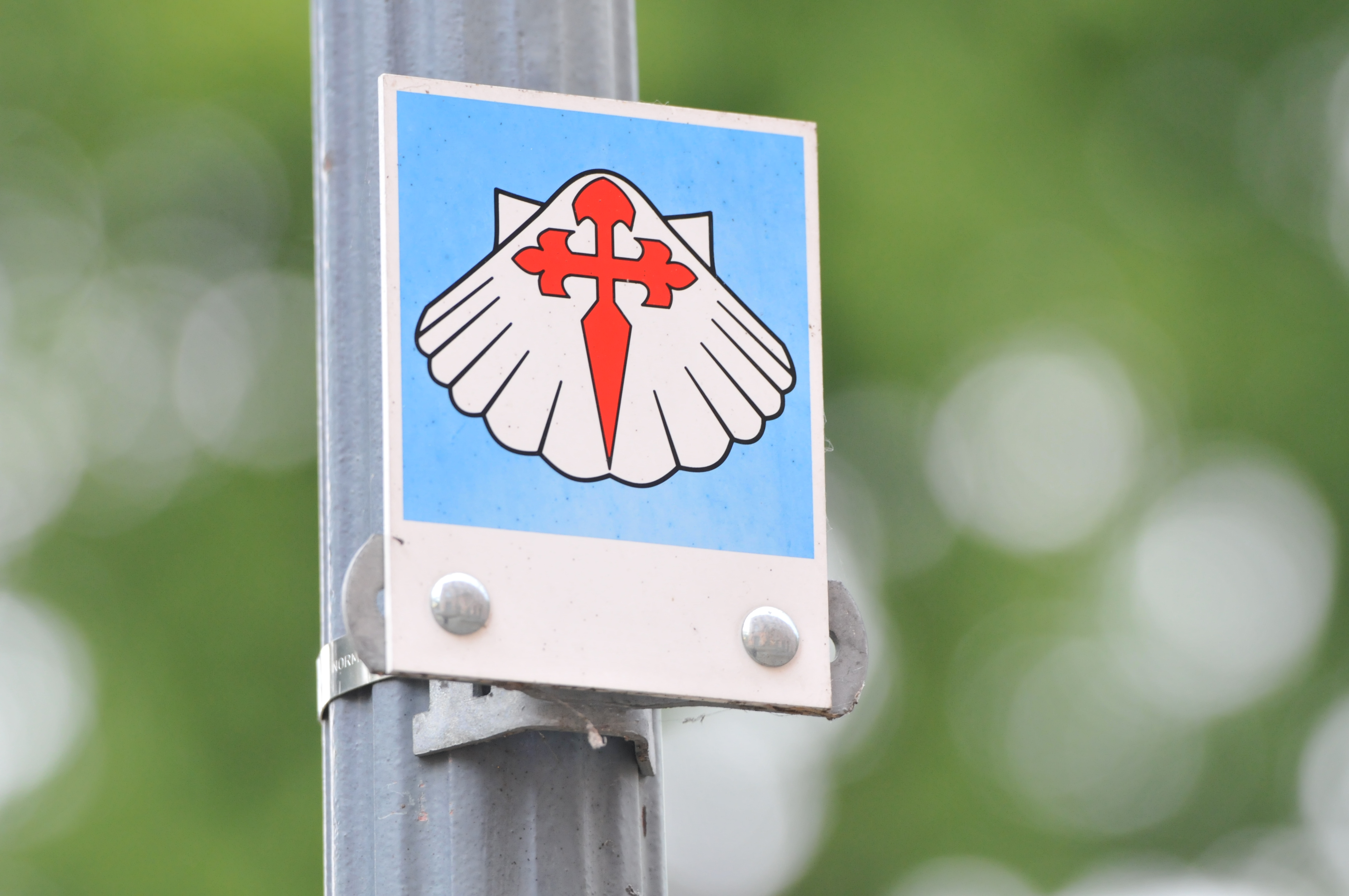
Coquille et croix marquant le chemin de Compostelle à Zittau en Allemagne

Les pèlerins médiévaux parcourant sur le pèlerinage de Compostelle apportant divers pâtisseries avec eux vers la cathédrale de Saint-Jacques-de-Compostelle. Depuis le début du XXe siècle, la croix est utilisée comme élément décoratif sur la tarte aux amandes Tarta de Santiago. Dessert traditionnel galicien à base d'amandes moulues, le dessus de la tarte est décoré de sucre en poudre, masqué par une empreinte de croix qui donne son nom au dessert. 
Une croix rouge sur fond blanc est une conception courante pour une croix chrétienne. La croix est le symbole de la crucifixion, la couleur blanche symbolisant la pureté, et la couleur rouge symbolisant le sang du Christ. Une croix rouge de Saint-Jacques, avec des bras fleuris et un sommet festonné , sur un champ de blanc était l'emblème des deux ordres religieux et militaires homonymes Saint-Jacques de l'Épée : l'Ordre de Santiago, ordre espagnol du XIIe siècle, et de l'Ordre de Sant'Iago de l'Épée, sa branche portugaise.
L'Ordre de Santiago a été fondé pour protéger les pèlerins sur le chemin de Compostelle, et défendre la chrétienté contre les Maures au moment de la Reconquista. Les chevaliers de l'ordre portaient la croix gravée sur leurs étendards et leurs capes blanches.
Sur le chemin, la croix est peut être vue avec une coquille Saint-Jacques pour marquer le chemin du pèlerinage. Il y a une ressemblance évidente entre cette croix et une épée. La forme "fichée" trouverais son origine à l'époque des croisades, lorsque les chevaliers emportaient avec eux de petites croix au pied aiguisé pour les planter dans le sol et effectuer leurs dévotions quotidiennes.

Drapeau du Royaume de Galice
Drapeau de l'Aragon Croix d'Eneko Arista (Espagne)
drapeau de la Rioja (Espagne)
Drapeau de la province de Santiago del Estero (Argentine)
Drapeau du District de la capitale (Venezuela)